# Villaverde de Omaña
Villaverde de Omaña es una localidad de España perteneciente al municipio de Riello, provincia de León, comunidad autónoma de Castilla y León. Antiguamente formaba parte del concejo de Omaña.

## Geografía física
Villaverde de Omaña se encuentra en el Valle Gordo, ubicado sobre una antigua fractura hercínica orientada de NO a SE. en los límites orientales de la
sierra de Gistredo, y por donde fluye el río Vallegordo, un afluente del Omaña. Las poblaciones más cercanas son Cirujales al este, Marzán al oeste y Villar de Omaña al norte.
Según la clasificación climática de Köppen, el municipio se encuadra en la variante Csb, es decir clima mediterráneo de veranos suaves, siendo la media del mes más cálido no superior a 22 °C pero superándose los 10 °C durante cinco o más meses, y caracterizado por temperaturas medias anuales por debajo de los 9 °C, precipitaciones cerca de los 1000 mm anuales, nevadas invernales y veranos secos.

## Naturaleza
Villaverde está dentro de las áreas designadas como  Reserva de la Biosfera de los valles de Omaña y Luna, Lugar de Importancia Comunitaria (LIC) y  Zona de Especial Protección para las Aves (ZEPA).
Entre las especies animales, son comunes la perdiz pardilla, la liebre de piornal, el lobo, corzo, y el jabalí. El Valle Gordo es parte del territorio de dos importantes especies  amenazadas: el oso pardo y el urogallo cantábrico.
En cuanto a la flora, a mayor altitud predominan los pastizales de hierba rala debido a la dureza del clima y la pobreza de los suelos
silíceos. A menos altura, son comunes las escobas, urces, arandaneros y enebros rastreros, robles y, en terrenos húmedos y orientados al norte, los abedules.
Geológicamente, la población se encuentra en la  Zona Asturoccidental-Leonesa sobre terrenos precámbricos constituidos por areniscas, limolitas, pizarras porfiroides y microconglomerados.

## Geografía humana
La localidad se encuentra en una situación de fondo de valle, caracterizada por una disposición lineal de las viviendas determinada por el relieve y la ubicación de los terrenos más fértiles cerca del Vallegordo. Se trata de un núcleo de pequeño tamaño, típico del hábitat semi-disperso común en la montaña de León.
Según el Instituto Nacional de Estadística de España, contaba con diez habitantes en 2014, cinco hombres y cinco mujeres. Según Miñano, el pueblo tenía treinta y cinco vecinos en el siglo XVIII. En el siglo XIX, Madoz dio la cifra de cincuenta habitantes y el censo de Mourille en 1920 contabilizó sesenta.
| Gráfica de evolución demográfica de Villaverde de Omaña entre 2000 y 2014                             |
| |
| Población según la relación de unidades poblacionales del Instituto Nacional de Estadística (España). |

## Historia
Cerca de la población se aprecian «las fornias», restos de explotaciones auríferas que datan de la ocupación romana. Durante la Edad Media formó parte del concejo histórico de Omaña, que devino parte del señorío del Condado de Luna en el siglo XV. La organización territorial se mantuvo hasta el siglo XIX, pasó a formar parte del recién formado municipio de Murias de Paredes, perteneciente a la Capitanía General de Valladolid. Pascual Madoz en su Diccionario geográfico-estadístico-histórico de España y sus posesiones de Ultramar (1845-1850), menciona la iglesia parroquial de Santa María, y cita el centeno, y pastos, junto con el ganado, la caza y la pesca como las principales actividades de la población. Posteriormente se incorporó a Vegarienza junto a los pueblos vecinos de Cirujales, Villar de Omaña y Marzán hasta que este municipio a su vez se integró en Riello en 1975.
Durante el siglo XX, la historia de la localidad, junto con las poblaciones vecinas está marcada por su paulatina marginalización por la administración y el consiguiente abandono de sus habitantes. Este proceso se aceleró en la segunda mitad del mismo siglo, a partir de la implantación del Plan de Estabilización de 1959 que aumentó el contraste entre la marginación de los municipios de la comarca de Omaña y la creciente prosperidad de otras regiones españolas. La declaración  como «Comarca de Acción Especial» en 1978 supuso una importante inversión en infraestructuras, que aunque tardía para revertir la pérdida de población,  la mejora en las comunicaciones han incrementado  las perspectivas de desarrollo en ámbitos como el turismo rural y la ganadería.

## Organización político-administrativa
La localidad de Villaverde se regía tradicionalmente por un concejo abierto de vecinos, que decidía sobre el aprovechamiento de sus recursos comunes y elaboraban ordenanzas para regular los derechos y prestaciones de los vecinos y plasmar los usos y costumbres del pueblo, integrado a su vez en Concejo de Omaña. Aunque los concejos mayores desaparecieron en el siglo XIX para dar lugar a los municipios, las poblaciones constituyentes siguieron rigiéndosede facto por los concejos vecinales, hasta que estos adquirieron entidad jurídica en el siglo XX, como entidades de ámbito territorial inferior al municipio (EATIM), regidas por un alcalde pedáneo y  junta vecinal. Las EATIM tienen como competencias la administración del su patrimonio histórico y forestal, construcción y reparación de
fuentes y abrevaderos, la policía de caminos rurales, montes, fuentes
y ríos y limpieza de las calles.

## Comunicaciones
Se accede a Villaverde tomando la carretera CV-128-2 —que atraviesa el Valle Gordo— desde LE-493. Esta conecta por el este con la autopista AP-66 y con las carreteras autonómicas CL-623 y CL-626 en la localidad de La Magdalena, y por el oeste llega a Villablino a través del puerto de la Magdalena. El aeropuerto más cercano es el de León, en la localidad de La Virgen del Camino, entre Valverde de la Virgen y San Andrés del Rabanedo, a unos 60 kilómetros de Villaverde.